# Frodo Baggins
Frodo Baggins je lik iz Tolkienove izmišljene mitologije. Pojavljuje se u knjigama Gospodar prstenova, Silmarillion i Nedovršene pripovijesti.
Frodo Baggins, hobit iz Okruga, postao je jedna od najslavnijih ličnosti u povijesti Međuzemlja kada je na sebe preuzeo zadatak uništiti Sauronov Prsten što bi dovelo i do uništenja samog neprijatelja. Frodo je uspio odnijeti Prsten do Klete Gore, duboko u neprijateljskoj zemlji Mordor i uništiti ga, unatoč svim opasnostima kroz koje je prošao i velikoj osobnoj žrtvi, dokazujući se kao junak jednak najslavnijim ratnicima.  

## Povijest

### Prstenova družina
Frodo je bio rođen 22. rujna 2968. godine. Većinu svoje mladosti je proveo u Brandy Hallu u Bucklandu, koji je bio dom njegove majke i njene obitelji. Froda su pomalo smatrali nestašnim, posebice farmer Maggot od kojeg je krao gljive. Godine 2980. kada je Frodo još bio dijete, njegovi roditelji su se utopili s čamcem na rijeci Brandywine. Frodo nije imao braće i bio je sam sve do trenutka kada ga je njegov ujak Bilbo Baggins posvojio i odredio ga svojim nasljednikom.
Bilbo i Frodo su živjeli u Bag Endu, izdašnoj hobitskoj rupi ispod brda u Hobbitonu. Bilbo se u svojim ranijim danima otputio izvan Shirea i vratio se s bogatstvom i znanjem svijeta izvan Okruga. Frodo je mnogo naučio od njega o ljudima, legendama i jezicima u Međuzemlju. Čarobnjak Gandalf Sivi je bio čest gost u Bag Endu, kao i nekolicina patuljaka i vjerovalo se da je Frodo upoznao i vilenjake u šumama Shirea. Zbog nekih razloga, Froda su smatrali pomalo čudnim za hobita.
Bilbo i Frodo zajedno su slavili rođendane 22. rujna i uživali su u organizaciji velikih preredbi. Godine 3001. kada je Bilbo navršio 111, a Frodo 33 godine, priređena je jedna od najspektakularnijih je zabava u Shireu. Na toj zabavi Bilbo je objavio da napušta Shire i jednostavno nestao (uz pomoć svog čarobnog prstena). Frodo je naslijedio Bag End zajedno sa svim Bilbovim stvarima, uključujući i čarobni prsten.
Kako su godine prolazile, Frodo je izgledao kao da je prestao stariti i u svojoj 50. godini života izgledao je još uvijek kao mladić. Frodo je imao crvene obraze i čvrstu građu ali bio je viši od većine hobita, sa smeđom kosom i svjetlim očima.
Frodo je postupno bio uznemiren zbog svog mirnog života u Shireu. Dne 12. travnja 3018. godine stigao je Gandalf i rekao Frodu da prsten koji je Bilbo pronašao u Gollumovoj pećini uistinu Sauronov Jedinstveni Prsten koji se služio Prstenovima Moći kako bi preuzeo vlast nad Međuzemljem. Frodo je bio šokiran od ovih vijesti ali shvatio je ako želi spasiti Shire, mora odnijeti Prsten daleko iz njega.
Frodo je namjeravao krenuti prema Rivendellu zajedno sa svojim vrtlarom i prijateljem Samom Gamgeejem. Frodo je prodao Bag End Lobeliji Sackville-Baggins s pričom da mu ponestaje novaca te da se namjerava preseliti u manji stan u Crickhollowu u Bucklandu. Frodo je krenuo na put 23. rujna, dan poslije svog pedesetog rođendana.
U Woody Endu, hobiti su se sakrili od čudnovatog Crnog jahača koji je izgledao kao da traži nešto. Frodo je osjetio želju da stavi Prsten, ali to ipak nije učinio. Sljedećom prilikom Crni Jahač je bio uznemiren od skupine vilenjaka koji su prolazili preko Shirea. Gildor Inglorion, vođa vilenjaka, pozvao je hobite da provedu noć u njihovom društvu. Gildor je cijenio Frodovo poznavanje vilenjačkog jezika i nazvao ga Prijateljom Vilenjaka. Isto tako predložio je Frodu da se čuva Crnih Jahača i da hitro nastave svoj put i to samo s prijateljima kojima vjeruje.
Na svom putu, Frodo se susreo i s farmerom Maggotom nakon mnogo godina i bio je sretan kad je saznao da mu farmer i njegovi psi više ne žele zlo, ali bio je zabrinut jer ga je jedan Crni Jahač bio tražio na Maggotovoj farmi.
U Crickhollowu, Meriadoc Brandybuck i Peregrin Took iznenadili su Froda njihovim znanjem o njegovoj avanturi i njihovoj želji da krenu na put s njim. Frodo nije bio voljan voditi svoje prijatelje u opasnost, ali prisjetio se Gildorovih riječi i prihvatio je ponudu. Hobiti su nastavili put sljedeći dan.
Na istočnoj strani Stare Šume, hobiti su susreli Toma Bombadila. Tom je mogao vidjeti Froda kad je imao Prsten na ruci i sam Prsten nije imao učinka na njega. Hobiti su nastavili svoj put kroz močvare ali su se izgubili u magli. Frodo se našao u jednom grobu zajedno sa svojim prijateljima koji su ležali onesviješteni na podu. Frodo je ponovno odolijevao želji da upotrijebi Prsten i napao je jednu utvaru koja je posezala prema njegovim prijateljima. Frodo je zatim pozvao Toma Bombadila u pomoć koji je i na kraju stigao.
Četvorica hobita nastavila su svoj put prema Propetom Poniju u Breeju. U glavnoj sobi krčme, Frodu je prišao Šumar poznat kao Strider i upozorio ga da bi ga Pippinove priče o Bilbovoj oproštajnoj zabavi mogle dovesti u probleme. Frodo je pokušao omesti publiku tako što je skočio na stol i počeo pjevati ali poskliznuo se i pao je a Prsten mu je skliznuo na prst ćime je Frodo nestao. Ljudi su bili iznenađeni zbog toga a jedan poznat kao Bill Ferny pratio je njegovo ponašanje i vrlo ubrzo je napustio krčmu s jednim od Južnjaka. Frodo i njegovi prijatelji su se povukli u svoje odaje.
Uskoro su saznali da ih je Strider slijedio. Šumar je ponudio Frodu pratnju i čuvanje a potom je vlasnik krčme Barliman Butterbur predao Frodu Gandalfovo pismo kojeg je zaboravio poslati prije tri mjeseca. Pismo je otkrilo da je Strider Gandalfov prijatelj i da je njegovo pravo ime Aragorn. Frodo je na kraju pristao na ponuđenu ponudu.
Krčma je bila napadnuta tokom noći ali hobiti su ostali na sigurnome zajedno sa Striderom. Sljedeći dan Strider je odveo hobite daleko u divljinu i prema Amon Sulu gdje su bili napadnuti od Nazgula 6. listopada. U njihovoj prisutnosti Frodo se nije mogao suzdržati da ne upotrijebi prsten ali uspio im se suprotstaviti. Gospodar Nazgula je zabio Morgul nož u Frodovo rame ali Frodov otpor i pojava Stridera s gorućim bakljama otjerali su na kraju Nazgule.  
Frodova je rana izgledala malena ali vrh noža ostao je u rani i postepeno se ketao prema Frodovom srcu. Frodo je postao teško bolestan dok su im Nazguli bili na petama. Na svom putu sreli su se s vilenjačkim gospodarom Glorfindelom koji je postavio Froda na svog konja Asfalotha. Kako su se Nazguli približavali, Asfaloth je sa svom svojom brzinom odnio Froda u sigurnost Rivendella preko rijeke Bruinen.
Frodo se probudio u Rivendellu 24. listopada i bio je iznanađen kad je ugledao Gandalfa. Froda je izliječio gospodar Elrond ali nastala rana je opterećivala Froda cijelo vrijeme dok je bio prisutan u Međuzemlju. Frodo se ponovno sastao sa Samom, Merryjem i Pippinom i bio je presretan kad je saznao da Bilbo živi u Rivendellu.
25. listopada Frodo je bio nazočan na Elrondovom Vijeću na kojem se trebalo odlučiti što će se desiti s Prstenom. Frodo se nadao da je njegova zadaća gotova ali ujedno je shvatio da nije i sam se dobrovoljno javio da će odnijeti Prsten u Mordor i tamo ga uništiti.
Osam suputnika je bilo određeno da prati Froda: Sam, Merry, Pippin, Gandalf, Aragorn, vilenjak Legolas, patuljak Gimli i Boromir, sin Gondorski. Bilbo je darovao Frodu svoj mač Sting (Žalac) i košulju od mithrila te dana 25. prosinca Družina je napustila Rivendell i krenula prema jugu.
Zbog nemogućnosti prolaska preko Maglenog Gorja, Družina je krenula putem kroz rudnike Morije. U Mazarbulovoj dvorani bili su napadnuti od orka i Frodo je prvi bio koji je napao pećinskog trola i zabio svoj mač u stopalo stvora. Međutim Frodo je bio priklan kopljem i svi su mislili da je mrtav ali ga je spasila Bilbova košulja od mithrila. Na mostu Khazad-dûma Frodov prijatelj i mentor Gandalf suočio se s Balrogom, ali je pritom pao u ponor zajedno s bićem tame.
Družina je nastavila svoj put prema Lothlorienu, domu gospe Galadriel. Galadriel je propitala Frodovu odlučnost tako da mu je ponudila da pogleda u njeno Ogledalo. U toj viziji, Frodo je vidio starog čovjeka obučenog u bijelo koji je predstavljao Gandalfa, Bilba kako hoda po svojoj sobi u Rivendellu, grad na sedam razina, brod s crnim jedrima s kojeg je viorila zastava s amblemom Bijelog Drveta Gondora, sivi brod koji plovi u izmaglicu i na kraju, Frodo je ugledao Sauronovo Oko kako ga traži. 
Galadriel je otkrila Frodu da je ona nositeljica vilenjačkog prstena Nenya i ako bi Jedinstveni Prsten bio uništen, Tri Prstena moći bi mogla izgubiti svoju snagu. Frodo je ponudio Prsten Galadriel, ali se ona uspjela oduprijeti. Na odlasku iz Lothloriena Frodo je dobio na dar od gospe Bočicu ispunjenu svjetlom Eärendilove zvijezde.
Družina je bila krenula prema jugu i Amon Henu gdje je Boromir pokušao uvjeriti Froda da donese Prsten u Gondor. Kada je Frodo odbio prijedlog, Boromir ga je napao i pokušao uzeti Prsten na silu. Frodo je u tom trenutku stavio Prsten i pobjegao na samo Prijestolje od kud je vidio da se rat sprema na svim stranama i da ga Sauronovo oko stalno traži.

### Dvije kule
U ovom trenutku, Frodo je odlučio krenuti prema Mordoru sam bez ikog od svojih suputnika. Međutim njegov prijetelj Sam mu se pridružio i inzistirao da krene na put s njim.
U Emyn Muilu Frodo je susreo Golluma koji ih je slijedio još od Morije. Kada je ugledao ovog stvora, Frodo se sažalio nad njim vidjevši što je Prsten učinio sa stvorom. Bez obzira na činjenicu da je Frodo jednom rekao Gandalfu kako je žalio što Bilbo nije ubio Golluma dok je imao priliku, sad je poštedio Gollumov život. Ova je bila jedna od ključnih odluka koje su dovele do kranjeg uspjeha na tom putovanju i samog uništenja Prstena.
Gollum se zakleo da će služiti Gospodaru Dragocijenog. Frodo je upozorio Golluma da će ga takvo obećanje oslijepiti. Frodo je izgledao odlučan i snažan dok se Gollum kotrljao pred njegovim nogama ali Prsten ih je velikim dijelom vezao zajedno. 
Gollum je vodio Froda i Sama kroz Mrtve Močvare gdje se Frodo suočio s prizorima mrtvih lica ali Sam ga je uspio vratiti na njihov put. Kako su se približavali Mordoru, teret Prstena je postajao sve veći. Najgore od svega je bio osjećaj stalne prisutnosti Sauronovog Oka koji je mogao vidjeti kroz sve zaklone.
Kada su hobiti stigli do Crnih Vrata vidjeli su da ne mogu dalje jer su bila neprolazna ali Frodo je bio odlučan.
Gollum je molio Froda da ne ide tim putem jer postoji još jedan tajni način da dospiju u Mordor. Nakon puno razmišljanja Frodo je prihvatio Gollumov prijedlog. Frodo je prepoznao da je sudbina ovog stvora vezana uz Prsten i upozorio je Golluma da je Prsten prevrtljiv i da će pokušat iskrivit njegovo obećanje te na kraju ga i izdati. Frodo je rekao isto tako da će, ako to bude potrebno, staviti Prsten na sebe i time Gollum neće biti u mogućnosti odoljeti bilo kojoj zapovjedi koju bi Frodo dao.
Na svom putu kroz Ithilien, hobiti su se susreli s Faramirom, Boromirovim bratom. Faramir je saznao da Frodo nosi Jedinstveni Prsten sa sobom ali se zakleo da ga neće htjeti uzeti za sebe već da će pomoći Frodu na njegovom putu. Gollum se bio skrivao u Zabranjenom Jezercu i Frodo je molio Faramira da poštede život stvora ali Gollum je mislio da ga je Frodo izdao time što su ga Faramirovi vojnici uhvatili.

### Povratak kralja
Hobiti su se rastali od Faramira i nastavili svoj put prema Mordoru s Gollumom kao njihovim vodičem. Kako su bili prolazili Minas Morgul, Frodo je vidio Gospodara Nazgula kako vodi veliku vojsku u pohod na Gondor. Frodo je ponovno osjetio želju da stavi Prsten ali uspio se savladati.
Tajni prolaz kroz kojeg je Gollum vodio hobite u biti je bila jazbina velikog pauka Shelobe. Frodo se poslužio Galadrielinom bočicom i svojim mačem kako bi otjerao Shelobu ali ona ga je slijedila, ubola u vrat i time paralizirala sa svojim otrovom. U uvjerenju da je Frodo mrtav, Sam je odlučio nastaviti putovanje sam.
Froda su odveli orci Gorbag i Shagrat u kulu Cirith Ungol gdje su ga mučili. Sam je došao u pomoć ali Frodo je okljevao jer je vjerovao da je Prsten oduzet te da je sve izgubljeno. Kada je Sam otkrio da je Prsten kod njega, Frodo je napao Sama i zgrabio mu Prsten. Frodo je odmah požalio zbog svojih postupaka prema svome prijatelju shvaćajući da moć Prstena jača. Kako su Frodo i Sam prolazili preko ravnice Gorgorotha, Frodo je osjetio kako ga Prsten vuče dolje i da je njegov um prožderan od ovog tereta.
Na kraju, kada Frodo više nije mogao hodati, Sam ga je nosio na svojim leđima. Gollum ih je tada bio iznenadno napao i Frodo mu se suprotstavio s iznenađujućom snagom kako bi spriječio da mu uzme Prsten. Kada se Gollum povukao Frodo je nastavio prema Sammath Nauru, glavnom ulazu u Orodruin dok je Sam ostao otraga. Kada je došao do svog cilja Frodo se više nije mogao suprotstaviti Prstenu i odbio ga je uništiti. Gollum je tada bio ponovno napao Froda nakon što mu je bio život pošteđen i odgrizao mu je prst na kojem se nalazio Prsten. U svom veselju Gollum je pao u vatreni ponor i time Prsten je bio uništen
Frodo i Sam su bili spašeni iz ruševina Mordora od strane Gandalfa i Orlova dok im je Aragorn izliječio rane. Obojica su bili proglašeni herojima od Vojske Zapada. Na Aragornovoj krunidbi, Frodo je nosio krunu Gondora. Kraljica Arwen je kasnije dala Frodu bijeli dragulj kako bi mu olakšala teret njegovih rana i sjećanja i rekla mu da, ako bol postane neizdrživa, slobodno može uzeti njezino mjesto na brodu koji plovi prema Zapadu zajedno s vilenjacima.
Hobiti su se vratil kući i našli su Shire zauzetim od ljudi koji su bili navodno pod zapovjedništvom Lotha Sackville-Bagginsa. Dok su trojica njegovih prijatelja otjerali uljeze, Frodova glavna preokupacija je bila da niti jedan hobit ne bude ubijen. U Bitci kod Bywatera, Frodo nije posezao za mačem i osigurao je da nitko od onih koji su se predali ne bude ubijen.
U Bag Endu, Frodo je pronašao čarobnjaka Sarumana koji je bio i pravi vođa uljeza. Frodo se nadao da će spasiti Lotha jer je znao da je hobit bio prevaren od Sarumanovih sluga ali Lotho je već bio mrtav. Frodo je poštedio Sarumanov život i nakon što ga je pokušao čarobnjak ubiti. Saruman je rekao kako je Frodo odrastao i zvao ga mudrim i okrutnim. 
Frodo je prihvatio imati dužnost zamjenika gradonačelnika sve dok se Will Whitfoot nije oporavio od njegovog pritvora. Njegova jedina dužnost je bila da vrati Širife na njihove stare funkcije i brojke. Frodova glavna preokupacija tokom ovog vremena bilo je pisanje događaja u Crvenu Knjigu koja su se dogodila tokom Bitke za Prsten.
Dok su se trojica njegovih prijatelja uspješno vratila svojim prijašnjim životima i bili slavljeni kao heroji, Frodo nije mogao pronaći mir u Shireu. Fizički on se izmijenio i nije više bio onaj isti zdepasti hobit s crvenim obrazima koji je napustio Shire prije godinu dana. Gandalf i Sam su primijetili tinjajuču svjetlost kako blago isijava iz Froda i Samu je on izgledao star ali i lijep.
Frodo se razbolio na svakoj godišnjici svog susreta s Gospodarom Nazgula i sa Shelob. Isto tako osjećao je veliku krivnju što nije mogao uništiti Prsten jer ga je njegova strast zavela da zadrži Prsten za sebe na samome kraju. Frodo je odlučio da jedini način da se riješi ovih muka je bilo da napusti Međuzemlje zauvijek.
29. rujna 3021. godine, Frodo zajedno sa Samom stižu u Sive Luke gdje su ih Merry i Pippin već čekali. Frodo se pozdravio sa svojim prijateljima i ukrcao na brod zajedno s Bilbom i vlasnicima Triju Vilenjačkih Prstena: Gandalfom, Galadriel i Elrondom. Brod je konačno zaplovio prema Besmrtnim Zemljama.
Besmrtne Zemlje su se nalazile zapadno od Međuzemlja. U tim zemljama živjeli su Valari i mnoštvo vilenjaka. Smrtnicima nije bio dopušten dolazak u ove Zemlje ali zbog tereta kojeg su nosili, Frodo i Bilbo su dobili to odobrenje. Galadriel se molila Valarima da omoguće Frodu prolazak na Zapad a kraljica Arwen je zamolila Gandalfa da apelira za Froda s obzirom na to da je čarobnjak bio jedan od izaslanika Valara.
Frodova konačna sudbina nije bila nigdje zabilježena ali vjerovalo se da je ostatak svog života Frodo proveo na otoku Tol Eressea koji se nalazio u blizini same obale Amana gdje je bio Valinor. Frodo je bio smrtnik i takav je i ostao. Na kraju je on i umro ali nije zabilježen datum njegove smrti. Sam Gamgee, posljednji od Nositelja Prstena dobio je dozvolu da zaplovi prema Besmrtnim Zemljama 61. godine četvrtog doba. Vjeruje se da su se njih dvojica ponovno susrela prije njihove smrti.

## Najvažniji datumi
2968. 22. rujan: Rođenje Froda  

2980. Smrt Frodovih roitelja 

2989. Bilbo posvaja Froda i seli se u Bag End 

3001. 22. rujan: Frodo preuzima Bag End od Bilba 

3018. 

12. travanj:' Gandalf dolazi u Bag End

13. travanj: Frodo saznaje za Jedinstveni Prsten i odlučuje napustiti Shire

22. rujan: Frodo navršio 50. godinu života

23. rujan: Frodo napušta Bag End

24. rujan: Frodo susreće Gildora 

25. rujan: Frodo saznaje namjere njegovih prijatelja da idu s njim

26. rujan: Frodo i njegovi prijatelji dolaze u kuću Toma Bombadila

28. rujan: Hobite ulovio jedan od močvarnih utvara. Frodo se suzdržava upotrijebiti Prsten.

29. rujan: Frodo upoznaje Aragorna u Breeju

6. listopad: Froda ranjava Gospodar Nazgula na Weathertopu

20. listopad: Frodo prelazi rijeku Bruinen

23. listopad: Elrond izvlači ostatke oštrice is Frodovog tijela

24. listopad: Frodo se budi u Rivendellu

25. listopad: Elrondovo Vijeće, Frodo se dobrovoljno javlja da odnese Prsten u Mordor

25. prosinac: Frodo i Družina napuštaju Rivendell

3019.

13. siječanj: Družina ulazi u Moriju

15. siječanj: Gandalf se bori protiv Balroga i pada u sjenu. Družina dolazi u Lothlorien

17. siječanj: Frodo susreće Galadriel

14. veljače: Frodo gleda u Galadrielino Ogledalo

16. veljače: Družina napušta Lorien

26. veljače: Boromir pokušava uzeti Prsten kod Amon Hena. Frodo odlučuje nastaviti putovanje sam ali njegov prijatelj Sam kreće s njim

29. veljače: Frodo susreće Golluma i pošteđuje mu život

1. – 2. ožujak: Gollum vodi hobite preko Mrtvih Močvara

5. ožujak: Hobiti stižu do Crnih Vrata koja su neprolazna. Frodo pristaje da ih Gollum vodi tajnim putem u Mordor

7. ožujak: Frodo susreće Faramira, Boromirovog brata

8. ožujak: Frodo moli Faramira da poštedi Gollumov život kod Zabranjenog Jezerca. Hobiti napuštaju Faramira ujutro

9. ožujak: Hobiti dolaze do Morgul puta u sumrak

10. ožujak: Hobiti dolaze do Raskrižja i nastavljaju prema Dolini Morgul. Frodo vidi Gospodara Nazgula kako vodi vojsku iz Minas Morgula i ponovno se suzdržava da ne upotrijebi Prsten

13. ožujak: Shelob ranjava Froda koji je kasnije odveden kao zatvorenik u kulu Cirith Ungol

14. ožujak: Sam spašava Froda

16. ožujak: Frodo i Sam gledaju prema Orodruinu s Morgaija

18. ožujak: Frodo i Sam su prisiljeni pridružiti se orcima koji su marširali prema Udunu

19. ožujak: Frodo i Sam bježe od orka i nastavljaju put

22. ožujak: Hobiti napuštaju cestu i kreću južno prema Orodruinu

23. ožujak: Hobiti bacaju svoje stvari

24. ožujak: Hobiti dolaze do podnožja Orodruina

25. ožujak: Frodo ulazi u Sammath Naur i zadržava Prsten za sebe. Gollum je odgrizao Frodov prst na kojem je bio Prsten i pada u vatreni ponor. Prsten biva uništen

6. travanj: Frodo i Sam su hvaljeni na Poljima Cormallena

1. svibanj: Frodo nosi krunu na Aragornovoj krunidbi

15. srpanj: Arwen govori Frodu da može otploviti na Zapad umjesto nje

6. listopad: Frodo osijeća bol u ramenu nakon godinu dana što je prošlo od njegovog ranjavanja od Gospodara Nazgula

30. listopad: Hobiti dolaze do mosta Brandywine

3. studeni: Bitka kod Bywatera. Frodo pošteđuje Sarumanov život ali je Grima na kraju ubio čarobnjaka

4. studeni: Frodo pristaje biti zamjenik gradonačelnika

3020.

13. ožujak:' Frodo se razbolio na godišnjici susreta sa Shelobom

6. ožujak: Frodo ponovno bolestan

3021.

13. ožujak:' Frodo ponovno bolestan

21. rujan: Frodo i Sam kreću prema Sivim Lukama

22. rujan: Frodo susreće Galadriel i Elronda

29. rujan: Frodo napušta Međuzemlje i plovi prema Zapadu

## Obiteljsko stablo
```
Balbo Baggins = Berylla Boffin
              |
       ------------------------    
       |                      |
     Mungo Baggins Largo Baggins = Tanta Hornblower
     (Bilbov djed)                     |
                                Fosco Baggins = Ruby Bolger
                                              |
                   --------------------------------------------
                   |       |                                  |
                 Dora Drogo = Primula Brandybuck Dudo   
                              |                               |
                            Frodo Daisy = Griffo Boffin
```

## Adaptacije

### Animirani film
U Ralph Bakshijevoj animiranoj verziji Gospodara prstenova iz 1978. godine, Frodi je glas posudio Christopher Guard. Billy Barty je bio model za lik Frode ali i za likove Bilba i Sama.

### Televizija
1980. godine Rankin/Bass je samo za televiziju snimio animiranu verziju Povratka kralja. Glas liku Frode dao je Orson Bean, koji je prethodno interpretirao Bilba u adaptaciji Hobbita iste kompanije.

### Radio
U BBC-jevom radio serijalu Gospodar prstenova iz 1981. godine, Frodu je glumio Ian Holm, isti glumac koji je u Peter Jacksonovoj adaptaciji flumio Bilba. 

### Film
U Peter Jacksonovoj trilogiji Gospodar prstenova - Prstenova družina (2001.), Dvije kule (2002.) i Povratak kralja (2003.) — lik Frode je utjelovio američki glumac Elijah Wood.

### Kazalište
U trosatnoj kazališnoj produkciji Gospodara prstenova, koja je premijeru imala u Torontu 2006., Frodu je glumio James Loye. Ista je predstava 2007. gostovala u Londonu.
 
U Sjedinjenim Državama Frodu je portretirao Joe Sofranko. Riječ je o Cincinnati produkciji koja je premijere imala - Prstenova družina (2001.), Dvije kule (2002.) i Povratak kralja (2003.).